# Історія операційних систем
Історія операційних систем охоплює період та події від розробки перших операційних систем до сьогодення.
Спочатку були комп'ютери, які взагалі обходились без ОС. На них запускалась одна програма яка завантажувалась з перфокарти.
Потім з'явилось допоміжне ПЗ, таке як асемблери, чи стрічки з допоміжними бібліотеками (наприклад для вводу і виводу), які й стали зародком ОС.
Із ростом швидкодії час роботи програм став на порядок меншим за час передачі обладнання в руки іншому користувачу. Черга на виконання перетворилась з буквальної черги програмістів перед дверима операційного залу в ряди котушок з магнітними стрічками, та стовпчики перфокарт. З'явилась необхідність в бібліотеках для керування послідовністю завантаження перфокарт, вибору магнітного пристрою для читання та запису, логування часу та помилок.
Ці бібліотеки стали невидимим ПЗ, яке запускалось перед першою задачею користувача, і керувало її завантаженням та виконанням, виділяло ресурси, записувало результати роботи, слідкувало за правильним завершенням та звільненням ресурсів та негайно після цього переходило до наступної задачі. Такі фонові програми, ще до впровадження терміна ОС називались «моніторами».
При переході в еру персональних комп'ютерів відбувся зсув в розумінні поняття операційної системи. Першим автомобілям бракувало спідометрів, радіо та склоочисників, які згодом стали стандартними компонентами, так само першим ОС бракувало багато необов'язкових функцій (наприклад текстові редактори, файлові менеджери і т.д.), які на ПК стали обов'язковими компонентами ОС. Сучасний користувач навіть не уявляє ОС без графічного інтерфейсу. Проте деякі програми, такі як СУБД, чи електронні таблиці, досі вважаються додатками, і постачаються окремо. А справжнім нащадком перших ОС є те, що сьогодні називається ядром. В технічних колах все ще використовують старе поняття ОС, як лише ядра, через розробку вбудованих систем для різних видів пристроїв з можливостями обробки даних — від наручних годинників до промислових роботів. Вбудовані ОС сьогодні не надто відрізняються від своїх предків з 1950-тих.

## Ера мейнфреймів
Вважається, що першою ОС була GM-NAA I/O, створена в General Motors для IBM 704. Багато інших ранніх ОС для комп'ютерів IBM були створені її клієнтами.
Перші ОС були дуже різноманітними та чисельними, бо кожен виробник створював одну чи кілька ОС для кожної моделі своїх комп'ютерів.
Стан справ змінився в 1960-х, коли IBM, на той час вже лідер постачання апаратного забезпечення, припинив роботу над існуючими системами і зосередив всі зусилля над розробкою серії машин System/360, які використовували однаковий набір інструкцій, та архітектуру вводу-виводу. Для серії під керуванням Фреда Брукса була створена єдина операційна система — OS/360. Проблеми, з якими зіткнулись розробники, стали легендарними і пізніше були описані в книзі Фреда Брукса «Міфічний людино-місяць». Через проблеми з відмінностями в апаратному забезпеченні серії та затримки в розробці замість однієї OS/360 було створене ціле сімейство ОС.
Цікавою ОС в історії стала Master Control Program для B5000 від Burroughs Corporation, яка підтримувала виключно мови програмування високого рівня. Жодне ПЗ, навіть рівня системи, не писалось прямо мовою ассемблера, весь код в MCP був написаний повністю мовою високого рівня ESPOL — діалекті ALGOL-а. Правда ESPOL мав спеціальні оператори для кожної машинної інструкції B5000.
Проект MAC з MIT, працюючи з General Electric та ще якоюсь BLT, розробив Multics, в якій вперше з'явилось поняття кілець — рівнів доступу.